# سوکیوه
سوکیوه (به ایتالیایی: Socchieve) یک کومونه در ایتالیا است که در استان اودینه واقع شده‌است.

## خصوصیات
سوکیوه ۶۶٫۰ کیلومترمربع مساحت و ۱٬۰۰۹ نفر جمعیت دارد و ۴۸۰ متر بالاتر از سطح دریا واقع شده‌است.